# Ștrumpfii (serie de filme)
Ștrumpfii au apărut în cinci filme lungmetraj și două filme scurtmetraj bazate pe seria de benzi desenate Ștrumfii creată de artistul belgian de benzi desenate Peyo și serialul de animație din anii 1980 căruia i-a dat naștere. Au debutat la cinematografe cu un film de animație din 1965 care a fost urmat de un film de animație din 1976 intitulat The Smurfs and the Magic Flute. Douăzeci și opt spre treizeci de ani mai târziu după ce The Magic Flute a fost lansat în Statele Unite, un film lungmetraj din 2011 și p continuare din 2013 au fost produse de Sony Pictures Animation și lansate de Columbia Pictures. Rolurile live-action includ Hank Azaria, Neil Patrick Harris și Jayma Mays, iar rolurile de dublaj includ Anton Yelchin, Jonathan Winters, Katy Perry și George Lopez. Un reboot pe întregime de animație intitulat Ștrumpfii: Satul Pierdut a fost lansat prin Sony Pictures Entertainment în aprilie 2017. Un film muzical de animație intitulat Smurfs produs de Paramount Animation și este programat pentru lansare în iulie 2025.

## Filme

### Anii 1960
- Les Aventures des Schtroumpfs (1965)

### Anii 1970
- The Smurfs and the Magic Flute (1976)

### Anii 2010
- Ștrumpfii (2011)
- Ștrumpfii 2 (2013)
- Ștrumpfii: Satul Pierdut (2017)

### Anii 2020
- Smurfs (2025)

## Scurtmetraje

### Anii 2010
- The Smurfs: A Christmas Carol (2011)
- The Smurfs: The Legend of Smurfy Hollow (2013)